# Luis Scola
Luis Alberto Scola Balvoa (Buenos Aires, 30 april 1980) is een Argentijns basketballer. Hij speelt als power-forward.
Scola heeft vele seizoenen gespeeld in de Spaanse Liga ACB, voornamelijk bij de club Tau Ceramica. Hij bereikte met deze club tweemaal de EuroLeague-finales en won de Spaanse landstitel en tweemaal de Copa del Rey.  Afzonderlijk werd hij in 2005 en 2007 de Liga ACB MVP en werd hij de twee opeenvolgende seizoenen verkozen in het team van de beste vijf spelers in de EuroLeague (All-EuroLeague Team). In 2007 kwam hij bij de Houston Rockets in de NBA. Hij eindigde zijn eerste seizoen met een plaats in het NBA All-Rookie First Team. Verder speelde hij voor de Phoenix Suns, Indiana Pacers, Toronto Raptors en Brooklyn Nets.
Als international won Scola een gouden medaille op de Olympische Spelen 2004 en een bronzen medaille op de Olympische Spelen 2008. Op de Olympische Zomerspelen 2016 werd hij geëerd als de nationale vlagdrager.